# World's on Fire
World's on Fire è il primo album dal vivo del gruppo musicale britannico The Prodigy, pubblicato il 24 maggio 2011 dalla Take Me to the Hospital.

## Descrizione
Contiene l'intero concerto tenuto dal gruppo il 24 luglio 2010 presso il National Bowl di Milton Keynes. Nel DVD e nel BD, il cui filmato è stato diretto da Paul Dugdale, sono presenti dieci brani filmati in tutto il mondo, durante il loro tour in supporto al quinto album Invaders Must Die

## Tracce

### CD
- Warrior's Dance Festival Milton Keynes Bowl 24.7.2010

1. Intro – 0:32
2. Breathe – 5:02
3. Omen – 3:48
4. Colours – 4:06
5. Thunder – 2:51
6. Warrior's Dance – 4:56
7. Firestarter – 4:39
8. Run with the Wolves – 4:23
9. Weather Experience – 3:57
10. Voodoo People – 3:45
11. Omen Reprise – 1:21
12. Invaders Must Die – 3:45
13. Smack My Bitch Up – 5:04
14. Take Me to the Hospital – 4:08
15. Everybody in the Place – 3:16
16. Their Law – 5:28
17. Out of Space – 4:32

### DVD
- Warrior's Dance Festival Milton Keynes Bowl 24.7.2010

1. Intro
2. Breathe
3. Omen
4. Colours
5. Thunder
6. Warrior's Dance
7. Firestarter
8. Run with the Wolves
9. Weather Experience
10. Voodoo People
11. Omen Reprise
12. Invaders Must Die
13. Smack My Bitch Up
14. Take Me to the Hospital
15. Everybody in the Place
16. Their Law
17. Out of Space

- Invaders Alive

1. Run with the Wolves (Brixton, London)
2. Spitfire/Mescaline (Brazil)
3. Breathe (Slane Castle, Ireland)
4. Poison (Glastonbury, England)
5. Warning (T In The Park, Scotland)
6. Japanese Film
7. Smack My Bitch Up (Isle of Wight to Download, England)
8. USA Film
9. UK Arena Tour Film
10. Voodoo People (Bestival & Paris, France)

## Formazione
Gruppo
- Liam Howlett – sintetizzatore
- Maxim – voce
- Keith Flint – voce

Altri musicisti
- Rob Holliday – chitarra
- Leo Crabtree – batteria

## Classifiche
| Classifica (2011)              | Posizione massima |
| ------------------------------ | ----------------- |
| Austria                        | 29                |
| Belgio (Fiandre)               | 26                |
| Belgio (Vallonia)              | 26                |
| Francia                        | 128               |
| Germania                       | 15                |
| Norvegia                       | 34                |
| Paesi Bassi                    | 39                |
| Austria                        | 5                 |
| Spagna                         | 59                |
| Stati Uniti (dance/electronic) | 15                |
| Svizzera                       | 25                |